# Лаура Готтенрот
Лаура Готтенрот (нім. Laura Hottenrott, нар. 14 травня 1992) — німецька легкоатлетка, яка спеціалізується у бігу на довгі дистанції та марафонському бігу.
17 жовтня 2020 посіла 26-е місце на чемпіонаті світу з напівмарафону (1:10.49, особистий рекорд) та здобула «бронзу» в складі німецької збірної за підсумками командного заліку.

## Основні міжнародні виступи
| Рік  | Змагання                        | Місто  | Місце | Дисципліна   | Примітки    |
| ---- | ------------------------------- | ------ | ----- | ------------ | ----------- |
| 2018 | Чемпіонат Європи                | Берлін | —     | марафон      | DNF         |
| 2020 | Чемпіонат світу з напівмарафону | Гдиня  | 26    | напівмарафон | [ 1 ] [ 2 ] |